# Carl Hirsch
Carl Asriel Hirsch (* 8. Juni 1841  in Baisingen; † 23. September 1900 in Paris) war ein deutscher sozialdemokratischer Journalist.

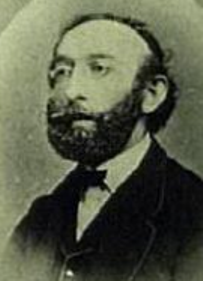
Carl Hirsch

## Leben
Carl Hirsch war der Sohn des Lehrers Michael Hirsch (1799–1873). Hirsch besuchte das Lyzeum in Tübingen, studierte in Eberhard Karl Universität in Tübingen und legte das Examen als Rabbinatskandidat ab. 1866 kam er nach Berlin, wurde journalistisch tätig für die von Johann Jacoby geleitete Zeitschrift „Die Zukunft“ und erwarb die preußische Staatsbürgerschaft. 1868 wurde er Mitglied der Internationalen Arbeiterassociation. In seiner Schrift Die Deutsche Arbeiterpartei. Ihre Prinzipien und ihr Programm erläuterte Hirsch die Aufgaben der Arbeiterbewegung anhand der Vorstellungen von Ferdinand Lassalle und des Kommunistischen Manifests. 1868 war Hirsch Mitglied des ADAV. Auf dem Nürnberger Vereinstag des Verbandes Deutscher Arbeitervereine im September 1868 lernte er August Bebel und Wilhelm Liebknecht kennen. Hirsch wurde in die Gründung der Eisenacher Partei eingebunden und veröffentlichte dazu Die Organisation der Deutschen Arbeiterpartei. Im Juli 1869 wurde Hirsch zu einem von zwei Vertrauensmännern der Sozialdemokratischen Partei in Bayern gewählt. Auf dem Eisenacher Kongreß hielt Hirsch auch ein Referat. Nachdem Bebel, Liebknecht und Adolf Hepner wegen ihres Auftretens gegen den Krieg 1870/71 verhaftet worden waren, wurde Hirsch verantwortlicher Redakteur des Volksstaat. Für die Reichstagswahl 1871 schrieb Hirsch eine Aufsatzserie für den Volksstaat, die auch als Separatdruck vertrieben wurde, darin nannte er die Sozialdemokratie einen „prinzipiellen Gegner“ der Regierung. In der Auseinandersetzung mit der feindlichen Konkurrenz, so z. B. gegen Carl Hirsch, nahm August Kapell auch den Antisemitismus zur Hilfe.
Nachdem Bebel und Liebknecht im Leipziger Hochverratsprozess im März 1872 verurteilt worden waren, traf Liebknecht am 15. Juni 1872 auf der Hubertusburg Carl Hirsch, der dort wegen Majestätsbeleidigung vom 2. Mai bis 1. August einsaß. Hirsch sollte noch einen weiteren Monat wegen „Beleidigung“ im Gefängnis verbringen, entzog sich dem aber und ging im Juni 1872 nach Paris. Neben seiner Tätigkeit für sozialdemokratische Zeitungen schrieb Hirsch auch für die Frankfurter Zeitung von Leopold Sonnemann. Im Herbst 1875 besuchte er Karl Marx in London, der bei Friedrich Leßner wohnte. Damit er weiterhin auch in Deutschland für seine Partei tätig werden konnte, ging Hirsch im März 1876 in Leipzig für einen Monat ins Gefängnis.
Im September 1878 ging Hirsch wieder nach Paris, um einen Internationalen Kongress vorzubereiten. Er wurde aber am 6. September verhaftet und am 9. Oktober auf Betreiben der politischen Polizei Preußens aus Frankreich ausgewiesen. In Brüssel gab Hirsch „Die Laterne“ heraus, die das erste illegale Organ der verbotenen Sozialdemokratischen Partei war. Hirsch führte mit seiner Zeitung die Auseinandersetzung mit den Positionen von Johann Most und auch denen von Max Kayser. Auf Vorschlag von Karl Marx sollte Hirsch die Leitung des Zürcher Sozialdemokrat übernehmen. Letztlich aber lehnte Hirsch alle Vorschläge ab nach Zürich zu gehen. Ab Juli 1881 hatte Hirsch wieder eine vorläufige Aufenthaltserlaubnis für Paris. Von Paris aus schrieb Hirsch Artikel für deutsche Zeitungen, aber auch für Jules Guesdes „Egalité“.
Er heiratete am 8. Juli 1882 Lina Haschert in Paris.
Als Friedrich Engels am 5. August 1895 starb, widmete ihm Hirsch einen Nachruf in der „Rheinischen Zeitung“. Im März 1896 gab Hirsch seine Redakteurstelle bei der Rheinischen Zeitung auf und ging wieder nach Paris. Er starb dort an einem Nierenleiden. Auf dem Lübecker Parteitag der Sozialdemokratischen Partei 1901 wurde Hirsch geehrt durch die Worte: „Hirsch gehört mit zu der Avantgarde der Partei“.

## Die Laterne
Die Laterne erschien vom 15. Dezember 1878 an wöchentlich in Brüssel. Neben Carl Hirsch, der der Redakteur und Herausgeber der Zeitung war, schrieben Wilhelm Liebknecht, Josef Dietzgen, Julius Kräcker und andere Sozialdemokraten Artikel für diese Zeitung. Das Format der Zeitung (6,5 × 10,5 cm) war auf den illegalen Vertrieb abgestimmt. Die Auflage betrug jeweils 1000 Exemplare. Hauptsächlich wurde diese Zeitung im Rheinland und in Breslau und Umgebung vertrieben. In der Laterne wurde vor allen Dingen die Bismarcksche Politik des Militärdespotismus und seine Schutzzollpolitik angegriffen. Die letzte Ausgabe erschien am 29. Juni 1879, da Hirsch die finanziellen Mittel ausgingen und die Herausgabe des Sozialdemokrat bevorstand.

## Werke
- Die Gegenwart. Berliner Wochenschrift für Jüdische Angelegenheiten. Redacteur: Carl Hirsch. Berlin 1867/68.
- Die Deutsche Arbeiterpartei. Ihre Prinzipien und ihr Programm. Jonas, Berlin 1868.
- Die indirekten Steuern und der Aftersozialismus. In: Demokratisches Wochenblatt. Nr. 2 Beilage vom 9. Januar 1869; Nr. 4 Beilage vom 23. Januar 1869; Nr. 6 Beilage vom 6. Februar 1869 und Nr. 8 Beilage vom 20. Februar 1869.
- Der Punkt 10 des Eisenacher Programms. In: Demokratisches Wochenblatt. Nr. 44 vom 29. September 1869.
- Die Organisation der Deutschen Arbeiterpartei. Winckler, Berlin 1869
- Ausführliches Programm zu dem am Sonntag, dem 22. August 1869 in Harzburg (…) stattfindenden großen sozialdemokratischen Arbeiterfest. Berglein und Limbach, Braunschweig o. J. S. 8–18
- Der Staat und das Genossenschaftswesen. Zu Punkt X des Eisenacher Programms. (Sonderabdruck aus dem Volksstaat). Thiele, Leipzig 1870.
- Die Parteipresse, ihre Bedeutung und Organisation. Druck und Verlag der Genossenschafts-Buchdruckerei, Leipzig 1876.
- Der Normal-Arbeitstag. Erläutert und begründet. Selbstverlag, Crimmitschau 1871. (3. Aufl. Berlin 1871)
- Zu den Reichstagswahlen. (Sonderabdruck aus dem Volksstaat) Thiele, Leipzig 1871.
- Die angeblichen sozialen Theorien und die wirklichen politischen Bestrebungen des Herrn Bakunin. Thiele, Leipzig 1872.
- Die Laterne. Hrsg. von Carl Hirsch.Nr. 1–26 vom 15. Dezember 1878 bis 29. Juni 1879. Goetschalck, Breda (i.e. Brüssel) 1878/79. Digitalisat

## Briefnachlass
- Briefe an Karl Marx sieben Briefe an Marx (RGASPI, Moskau)
- Briefe an Friedrich Engels: 26 Briefe an Engels (IISG Marx Engels Nachlass L2393 bis L2418)
- Briefe von Marx und Engels an Hirsch sieben Briefe von Engels an Hirsch und dreizehn Briefe von Marx.
- Briefwechsel Wilhelm Liebknecht (B 30) drei Briefe von Liebknecht an Hirsch und (C 117) 58 Briefe von Hirsch an Liebknecht (IISG Wilhelm Liebknecht Nachlass)
- Briefe von August Geib an Hirsch vier Briefe (IISG Kleine Korreaspondenz)
- zwei Briefe an Carl August Schramm 12. und August 1879 (IISG C.A. Schramm Nachlass)
- Briefe an Eleanor Marx (IISG Eleanor Marx Papers)
- Briefwechsel August Bebel (zwei Briefe) (IISG August Bebel Nachlass)